# Sheila (zangeres)
Sheila, geboren als Annie Chancel, (Créteil, 16 augustus 1945) is een Franse zangeres.
Sheila verkocht meer dan 85 miljoen platen. Volgens het boek 40 ans de tubes 1960-2000 is ze in Frankrijk de zangeres met de meeste gouden platen (39 in Frankrijk en 89 in de wereld). In Frankrijk wordt ze enkel overtroffen door Johnny Hallyday, die 40 gouden platen heeft. Ze heeft ook 42 platina platen en 14 zilveren platen. Ze zingt voornamelijk in het Frans, maar in haar discoperiode heeft ze ook enkele nummers in het Engels opgenomen en zelfs in het Duits, Italiaans en Spaans. Sheila is nog steeds actief, maar het hoogtepunt van haar carrière situeert zich tussen 1963 en 1984.

## Carrière
Ze begon als zangeres in een bandje en werd in 1962 voor het eerst opgemerkt. Op 13 november 1962 werd haar eerste 45-toerenplaat uitgebracht, die de naam Sheila droeg, haar nieuwe artiestennaam. De plaat ging 80.000 keer over de toonbank, maar kreeg wel zware concurrentie van Lucky Blondo, die hetzelfde liedje op de markt bracht. Haar eerste echte succes volgde in 1963 toen L'école est fini 800.000 exemplaren verkocht en zes weken nummer 1 stond in de Franse hitparade. Haar eerste album werd in 1963 ook het best verkopende album en zo troefde ze onder andere Sylvie Vartan en Françoise Hardy af. In 1965 scoorde ze Toujours des beaux jours, C'est toi que j'aime en Le Folklore Américain opnieuw drie nummer-1 hits, al bleven ze niet lang op één staan. In 1966 verbleef Le Cinéma wel zes weken bovenaan de hitparade en had ze ook een hit met Bang Bang, een cover van het wereldbekende liedje van Cher. Een jaar later stond Adios Amor zelfs acht weken bovenaan.
Haar volgende grote succes is Les rois mages, dat vier weken op één kampeert en 908.000 keer verkocht werd. Met haar Spaanse versie Los Reyes Magos scoort ze ook een hit in Mexico, Argentinië en Spanje. In 1973 trouwt ze met de zanger Ringo. Claude François, waar ze al sinds 1963 mee bevriend was, was getuige van Sheila. Samen met Ringo neemt ze een duet op Les Gondoles à Venise dat vier weken op één staat in de hitparade. In 1975 bevalt ze van een zoon, Ludovic (1975-2017). Het huwelijk eindigt in 1979.
In 1977 brengt ze met Love me Baby voor het eerst ook een Engelstalig liedje uit, als onderdeel van de discogroep Sheila B. Devotion (ook bekend als "Sheila & B. Devotion") en ze bouwt met hen een disco-repertoire uit. Ze kreeg nu ook naambekendheid in Duitsland en Italië en nog andere Europese landen. Opvolger Singin' in the rain, een evergreen in discostijl werd ook een succes. Ondanks haar Engelse singles brengt ze ook nog het Franse Kennedy Airport uit om haar Franse fans niet te vergeten. Met Seven Lonely Days heeft ze in 1979 opnieuw een grote hit beet. In Frankrijk verkoopt de single 550.000 keer en ook in Duitsland, Zweden en Spanje is het een dikke hit. Eind dat jaar scoort ze nog een grotere hit met Spacer dat in 52 landen verkocht wordt en 6 miljoen keer over de toonbank gaat. Hiermee scoort ze ook in Australië, de Verenigde Staten, Finland en Engeland. Het nummer verblijft een half jaar in de top tien van de hitparade en wordt ook vaak gecoverd. De videoclip werd opgenomen in Londen, de eerste keer dat Sheila buiten Frankrijk een clip opnam.
In 1980 leidt haar samenwerking met Bernard Edwards en Nile Rodgers voor de opname van het album King of the World tot mondiaal verkoopsucces. Haar grote successingle Spacer van einde 1979 staat op dit album. Om tevens haar Franse fans tevreden te houden brengt ze in 1980 met Pilote sur les Ondes ook een Frans album uit. Een jaar later covert ze Shaddap a you face van Joe Dolce (Et ne la ramène pas). Aan het einde van het jaar brengt ze een nieuw Engelstalig album uit, Little darlin, in rockstijl. In 1982 covert ze Gloria van Umberto Tozzi (Glori-Gloria) en heeft ook hier een hit mee. In 1983 brengt ze On dit uit, een album in het Frans met liedjes speciaal voor haar geschreven.
In 1985 speelt ze mee in de film L'Île au trésor. In 1989 treedt ze op in de grote concertzaal Olympia in Parijs. Na het concert kondigt ze geëmotioneerd en in tranen aan dat ze haar carrière op een laag pitje gaat zetten en negen jaar lang geen nieuwe plaat zal uitbrengen, buiten nog het lied On s'dit plus rien dat in 1992 wordt uitgebracht ter gelegenheid van een compilatie-cd van haar successen.
In de jaren negentig legt ze zich toe op beeldhouwen en ze schrijft enkele boeken. In 1992 werd ze uitgenodigd in het programma Music Stars, dat hierdoor een uitzonderlijk hoog kijkcijferaantal had (9 miljoen). Ze verschijnt wel nog geregeld op TV en zet zich ook in voor de strijd tegen aids. In 1998 brengt ze het album Le Meilleur de Sheila uit, waarin ze enkele van haar grote hits in een nieuw jasje steekt, maar ook met enkele nieuwe nummers. De CD wordt goed verkocht en Sheila krijgt een gouden plaat.
In 2002 brengt ze het album Seulement pour toi uit, met slechts zeven liedjes. Het album werd opgenomen in de zomer tussen de overlijdens van haar ouders in. Datzelfde jaar viert ze haar veertigjarig artiestenjubileum in de Olympia. In 2005 brengt haar zoon Ludovic het boek Fils de (zoon van) uit, waarin hij vertelt hoe moeilijk het is om in de schaduw van zijn moeder te staan. Sheila blijft de volgende jaren toeren en in de media verschijnen. In 2012 viert ze met Ce soir, c'est notre anniversaire haar vijftigjarig jubileum in de Olympia.

## Discografie

### Studioalbums
| - 1963 - Le Sifflet des copains - 1964 - Ecoute ce disque - 1965 - Tous les deux - 1966 - L'Heure de la sortie - 1967 - Dans une heure - 1968 - Long sera l'hiver - 1969 - Oncle Jo - 1970 - Reviens je t'aime - 1971 - Love - 1972 - Poupée de porcelaine - 1973 - Spécial Sheila & Ringo 1 - 1974 - Special Sheila & Ringo 2 - 1975 - Quel Tempérament de feu | - 1976 - L'Amour qui brûle en moi - 1977 - Singin' in the rain - 1979 - Sheila & B.Devotion - 1980 - King of the world - 1980 - Pilote sur les ondes - 1981 - Little darlin - 1983 - On dit - 1984 - Je suis comme toi - 1988 - Tendances - 1998 - Le meilleur de Sheila - 1999 - Dense - 2002 - Seulement pour toi - 2012 - Solide - 2021 - Venue d'ailleurs |

### Singles
Sheila bracht meer dan 600 liedjes, hieronder de liedjes die in de Franse hitparade stonden.
- Adam et Eve - 1973 (no 5)
- Adios amor - 1967 (no 1, in 1970 ook no 1 in Italië)
- Aimer avant de mourir - 1975 (no 3)
- Arlequin - 1969 (no 4)
- Bang bang - 1966 (no 3)
- Blancs, jaunes, rouges, noirs - 1971 (no 7)
- C'est le cœur - 1975 (no 3)
- C'est toi que j'aime - 1965 (no 2)
- Chante, Chante, Chante – 1963 (no 7)
- Chéri Tu M'as Fait Un Peu Trop Boire Ce Soir – (no 4)
- Coeur Blessé - 1972 (no 4)
- Comme aujourd'hui – 1987 (no 10)
- Dalila – 1968 (no 2)
- Dans la glace – 1965 (no 12)
- Dans une heure - 1967 (no 2)
- Dense – 1999 (no 10)
- Devant le juke box (samen met Akim) – 1965 (no 3)
- Écoute ce disque - 1964 (no 5)
- Emmenez-moi – 1984 (no 5)
- En maillot de bain – 1968 (no 9)
- Enfin réunis – 1965 (no 10)
- Et ne la ramène pas - 1981 (no 5)
- Fernando – 1969 (no 12)
- Film à l'envers – 1984 (no 2)
- Flagrant délit de tendresse – 1976 (no 14)
- Fragile – 1971 (no 16)
- Gimme your loving – 1978 (no 7 in de VS)
- Glori-gloria - 1982 (no 7)
- Glory Alleluia – 1975 (no 5)
- Good bye my love – 1976 (no 9)
- Guerrier Massaï - 1984 (no 12)
- Hello petite fille – 1964 (no 12)
- He's a nice guy - 1995 (no 24)
- I don't need a doctor - 1978 (no 5)
- Il est tellement jaloux – 1969 (no 5)
- Il fait chaud – 1965 (no 9)
- Il faut se quitter – 1965 (no 9)
- I'm still believin – 1981 (no 15)
- I'm your baby doll – 1978 (no 12 in de VS)
- Impossible n'est pas français – 1967 (no 9)
- Isabelle – 1968 (no 10)
- J'adore - 1972 (no 12)
- Je n'ai pas changé – 1964 (no 13)
- Je suis comme toi – 1984 (no 8)
- Je suis venue te dire que je m'en vais – 1989 (no 1)
- Je t'aime – 1966 (no 8)
- Johnny, Sylvie, Cloclo et moi – 1983 (no 1)
- Jolie petite Sheila – 1962 (no 2)
- Julietta - 1970 (no 5)
- Jumbo loo – 1984 (no 19)
- Juste comme ca - 1992 (no 12)
- Kennedy airport - 1978 (no 5)
- King of the World - 1979 (no 15)
- Kiss me sweetie - 1977 (no 16 1977 in de VS)
- L.A (Los Angeles) – 1982 (no 17)
- La chorale – 1964 (no 14)
- La Colline de Santa-Maria - 1969 (no 15)
- La course au soleil – 1966 (no 12)
- La Famille - 1967 (no 2)
- La petite église – 1968 (no 14)
- La pluie – 1970 (no 6)
- La porte en bois – 1967 (no 12)
- La vamp – 1968 (no 3)
- La vie est belle – 1963 (no 14)
- La vie est un tourbillon – 1966 (no 14)
- La ville – 1969 (no 19)
- La voiture – 1976 (no 5)
- L'agent secret – 1970 (no 1)
- Laisse toi rêver – 1975 (no 22)
- L'ami de mon enfance – 1964 (no 14)
- L'amour au téléphone – 1980 (no 4)
- L'amour pour seule prière – 2006 (no 5)
- L'amour qui brûle en moi - 1976 (no 6)
- L'âne, le boeuf et le petit mouton – 1968 (no 6)
- L'Arche de Noé - 1977 (no 4)
- Le bonheur file et roule entre nos doigts – 1975 (no 8)
- Le carrosse – 1971 (no 18)
- Le Cinéma - 1966 (no 1)
- Le Couple - 1974 (no 7)
- Le Folklore américain - 1965 (no 1)
- Le grand défilé – 1968 (no 12)
- Le jour le plus beau de l'été – 1967 (no 14)
- Le Kilt – 1967 (no 1)
- Le Mari de mama - 1972 (no 2)
- Le pipeau – 1966 (no 5)
- Le plus joli métier du monde – 1966 (no 7)
- Le ranch de mes rêves – 1963 (no 10)
- Le rêve – 1966 (no 17)
- Le Sifflet des copains – 1963 (no 1)
- Le soleil est chez toi – 1970 (no 15)
- Le Tam-tam du vent – 1988 (no 2)
- L'école est finie – 1963 (no 1)
- L'écuyère – 1984 (no 12)
- Les Femmes - 1976 (no 1)
- Les Gondoles à Venise - 1973 (no 1)
- Les jolies choses – 1967 (no 19)
- Les nuits de musique – 1976 (no 22)
- Les papillons - 1967 (no 8)
- Les Rois Mages - 1971 (no 1)
- Les rois mages - version salsa – 1998 (no 2)
- Les sommets blancs de Wolfgang – 1980 (no 3)
- L'Heure de la sortie - 1966 (no 1)
- Little Darlin – 1981 (no 1)
- L'Olympia – 1972 (no 17)
- Long sera l'hiver - 1968 (no 8)
- L'ora del uscita – 1970 (no 1)
- Love – 1971 (no 2)
- Love maestro please - 1969 (no 14)
- Love me Baby - 1977 (no 2)
- Ma vie a t'aimer - 1970 (no 13)
- Medley grands succès – 1985 (no 1)
- Mélancolie - 1973 (no 3)
- Mexico – 1987 (no 7)
- Mon p'tit loup – 1985 (no 1 in 1985 samen met Johnny Hallyday)
- Move it – 1977 (no 14 in de VS)
- Mr Vincent – 1987 (no 25)
- Na na na – 1970 (no 5)
- Ne fais pas tanguer le bateau - 1974 (no 2)
- Ne raccroche pas – 1963 (no 1)
- No, no, no, no – 1978 (no 1)
- Non chéri – 1975 (no 12)
- Oh! Mon dieu qu'elle est mignonne – 1967 (no 1)
- On est heureux – 1966 (no 19)
- On se dit plus rien – 1992 (no 14)
- Oncle Jo - 1969 (no 1)
- Oui je t'aime – 1972 (no 1)
- Oui, il faut croire – 1964 (no 7)
- Ouki Kouki – 1963 (no 3)
- Pamela – 1967 (no 1)
- Papa t'es plus dans le coup – 1963 (no 1)
- Patrick mon chéri - 1976 (no 1)
- Pendant les vacances – 1963 (no 1)
- Petite fille de français moyen - 1968 (no 1)
- Pilote sur les ondes – 1980 (no 1)
- Poupée de porcelaine - 1972 (no 1)
- Première surprise partie – 1963 (no 1)
- Quand une fille aime un garçon - 1968 (no 4)
- Quel tempérament de feu - 1975 (no 2)
- Quelqu'un et quelque chose – 1969 (no 12)
- Reviens je t'aime - 1970 (no 1)
- Samson et Dalila - 1972 (no 1)
- Seven Lonely Days - 1979 (no 1)
- Sheila – 1962 (no 3)
- Sheila la la – 1969 (no 1)
- Singin ' in the rain - 1977 (no 1)
- Spacer - 1979 (no 1)
- Tangue au – 1983 (no 1)
- Toujours des beaux jours - 1965 (no 2)
- Tous les deux – 1964 (no 4)
- Tu es le soleil - 1974 (no 1)
- Un prince en exil - 1976 (no 1)
- Une femme – 1971 (no 13)
- Une fille ne vaut pas une femme – 1976 (no 1)
- Viens danser le hully gully – 1963 (no 1)
- Vis va – 1983 (no 10)
- Vous les copains, je ne vous oublierai jamais - 1964, - (no 1)
- You Light my Fire - 1978 (no 1)

### NPO Radio 2 Top 2000
Van Sheila (and) B. Devotion stond alleen Singin' in the Rain in 2000 in de NPO Radio 2 Top 2000, op plek 1994.